# برت لنکستر
برتون استیون «برت» لنکستر (به انگلیسی: Burt Lancaster) (زادهٔ ۲ نوامبر ۱۹۱۳ – درگذشتهٔ ۲۰ اکتبر ۱۹۹۴) بازیگر و تهیه‌کنندهٔ معروف آمریکایی بود که در دهه‌های ۱۹۴۰، ۱۹۵۰ و ۱۹۶۰ (میلادی) از بهترین بازیگران هالیوود بوده‌است. وی یکی از ستارگان ژانر وسترن در سینمای آمریکا بود.
او در فیلم‌هایش الگویی از یک مرد آمریکایی را به تصویر می‌کشید. هیکل تقریباً درشت و سیمای جذاب و خندان و حرکات آکروباتیک و استعداد فوق‌العادهٔ او باعث شد که حدود ۴۰ سال یک سوپراستار باقی بماند.
او در فیلم‌های زیادی بازی کرده‌است که از نمونه‌های شاخص آن: از اینجا تا ابدیت، بوی خوش موفقیت، المر گنتری، شهر آتلانتیک و پرنده باز آلکاتراز را می‌توان نام برد.

## زندگی
برتون استیون لنکستر در ۲ نوامبر ۱۹۱۳ در شهر نیویورک سیتی زاده شد و در ناحیه هارلم شرقی رشد کرد. مادرش «الیزابت رابرتز» یک خانم خانه‌دار بود. از همان کودکی به ژیمناستیک علاقه‌مند بود و همین امر او را به کار کردن در سیرک کشانید و مدتی در سیرک کارکرد و حرفهٔ او آکروبات بود (در بیشتر فیلم‌هایش حرکات نمایشی-آکروباتیک دیده می‌شود) و در سال ۱۹۴۶ در اولین فیلمش به کارگردانی رابرت سیودماک بازی کرد. نام فیلم آدمکش‌ها بود و او در نقش یک بوکسور بازی می‌کرد. بازی قوی او تقریباً از او یک ستاره ساخت. در سال ۱۹۴۸ همراه با جیمز هیل و هارولد هچ شرکت فیلم‌سازی موفقی را تأسیس کردند که بعدها بسیار برای آن‌ها پولساز بود. یکی از بهترین دوست‌هایش کرک داگلاس است که در ۷ فیلم با او همبازی بوده‌است. برت لنکستر، انتخاب اول سیسیل ب دومیل برای ایفای نقش سامسون در فیلم سامسون و دلیله بود. بلندی قد وی، ۱۸۵ سانتیمتر بود ولی در فیلم وراکروز (۱۹۵۴)، گری کوپر از او ۵ سانتیمتر بلندتر بود و روی کلاه او را راحت می‌دید. بازی در فیلم بن هور (۱۹۵۹) را رد کرد شاید با بازی در آن فیلم به دستمزدی ۱ میلیون دلاری می‌رسید. وی در سال‌های ۱۹۵۶ و ۱۹۶۳ به عنوان به عنوان پولسازترین هنرپیشه‌های هالیوود برگزیده شد. در هالیوود او را مرد دندان و ماهیچه می‌نامند. جان فرانکن هایمر، کارگردان بزرگ دربارهٔ وی می‌گوید:
هیچ‌کسی رو مانند برت لنکستر در فیلم دزدان دریایی ندیدم که با آن هیکل درشت بتواند چنین کارهایی رو انجام دهد.

## درگذشت

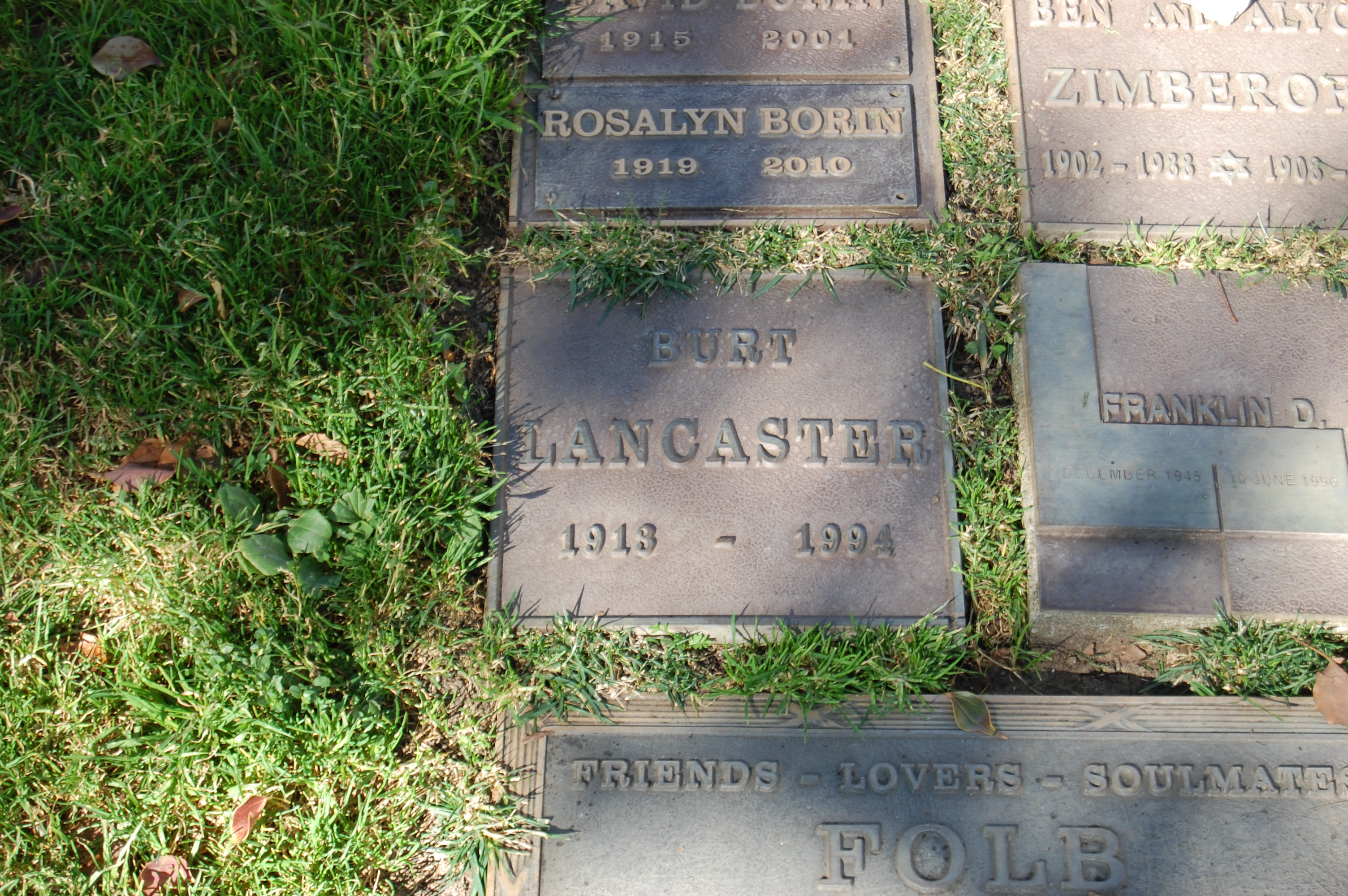

لنکستر بر اثر حمله قلبی در ۲۰ اکتبر ۱۹۹۴ در سن ۸۰ سالگی درگذشت و در گورستان مموریال پارک وست‌وود به خاک سپرده شد.

## دستمزد
برت لنکستر در بیشتر فیلم‌های پرفروشش در نقش تهیه‌کننده هم بوده‌است و سودهای کلانی را به خود اختصاص داده است.
- آدمکش‌ها: ۲۰۰۰۰ دلار
- از اینجا تا ابدیت: ۱۲۰۰۰۰ دلار
- پرنده باز آلکاتراز: ۱۵۰۰۰۰ دلار
- ترن: ۱۵۰۰۰۰ دلار

## زندگی خصوصی
او سه بار به‌طور رسمی ازدواج کرد. اولین بار با جون ارنست در سال ۱۹۳۵ که پس از ۱۱ سال به جدایی کشیده شد؛ و در سال ۱۹۴۶ با نورما اندرسون که تقریباً دورهٔ زندگی آن‌ها موفق بود و صاحب ۵ فرزند شدند و در سال ۱۹۹۱ با سوزان مارتین ازدواج کرد. در سال ۱۹۹۴ با مرگ وی این ازدواج هم پایان یافت.

## جوایز و افتخارات
برت لنکستر چهار بار نامزد جایزه اسکار شده‌است. در کل برنده اسکار و برنده ۲۵ جایزه و در حدود ۱۹ نامزدی در جشنواره‌های مختلف است.
- برنده جایزه اسکار بهترین بازیگر نقش اول مرد در سال ۱۹۶۰
- برنده جایزه انجمن منتقدان فیلم لس آنجلس برای بهترین بازیگر مرد
- برنده جایزه دیوید دی دوناتلو
- برنده جایزه بفتا
- برنده جام ولپی
- برنده جایزه گلدن گلوب بهترین بازیگر مرد فیلم درام
- برنده خرس نقره‌ای بهترین بازیگر مرد
- ستاره در پیاده‌رو شهرت هالیوود
- کسب رتبه ۸۵ در فهرست بازیگران برتر مجله امپراتور انگلستان در سال ۱۹۹۷
- انتخاب شده در لیست معتبر مجله امپراتور انگلستان در ۱۰۰ سال... ۱۰۰ قهرمان و شرور به انتخاب بفا

## فیلم‌شناسی

### سینمایی
| سال  | فیلم                                           | نقش                                                            | یادداشت‌ها |
| ---- | ---------------------------------------------- | -------------------------------------------------------------- | --- |
| ۱۹۴۶ | آدمکش‌ها                                        | 'Swede' Andersen                                               | به همراه اوا گاردنر |
| ۱۹۴۷ | خوی حیوانی                                     | جو کالینز                                                      | به همراه هیوم کرونین |
| ۱۹۴۷ | خشم صحرا                                       | تام هنسون                                                      | به همراه لیزابث اسکات |
| ۱۹۴۷ | تنهایی قدم می‌زنم                               | فرانکی مدیسن                                                   | به همراه کرک داگلاس |
| ۱۹۴۸ | همه پسران من                                   | کریس کلر                                                       | به همراه ادوارد جی. رابینسون |
| ۱۹۴۸ | متاسفم، شماره اشتباه است                       | هنری استیونسن                                                  | به همراه باربارا استانویک |
| ۱۹۴۸ | Kiss the Blood Off My Hands                    | William Earle 'Bill' Saunders                                  | به همراه جون فونتین |
| ۱۹۴۹ | Criss Cross                                    | Steve Thompson, narrator                                       | به همراه ایوان دکارلو |
| ۱۹۴۹ | Rope of Sand                                   | Michael (Mike) Davis                                           | به همراه پل هنرید |
| ۱۹۵۰ | مشعل و کمان                                    | داردو برتولی                                                   | به همراه ویرجینیا میو |
| ۱۹۵۰ | آقای ۸۸۰                                       | استیو باکنن                                                    | به همراه دوروتی مک‌گوایر |
| ۱۹۵۱ | Vengeance Valley                               | اوئن دیبرایت                                                   | به همراه Robert Walker |
| ۱۹۵۱ | Jim Thorpe – All-American                      | جیم تورپ                                                       | به همراه چارلز بیکفورد |
| ۱۹۵۱ | Ten Tall Men                                   | Sgt Mike Kincaid                                               | به همراه جودی لارنس |
| ۱۹۵۲ | The Crimson Pirate                             | کاپیتان وایو                                                   | به همراه نیک کراوات |
| ۱۹۵۲ | برگرد، شبای کوچک                               | داک دیلانی                                                     | به همراه شرلی بوت |
| ۱۹۵۳ | South Sea Woman                                | Master Gunnery Sgt. James O'Hearn                              | به همراه ویرجینیا میو |
| ۱۹۵۳ | از اینجا تا ابدیت                              | 1st Sgt. Milton Warden                                         | جایزه حلقه منتقدان فیلم نیویورک برای بهترین بازیگر نقش اول مرد نامزد—جایزه اسکار بهترین بازیگر نقش اول مرد |
| ۱۹۵۳ | Three Sailors and a Girl                       | Marine (uncredited)                                            | به همراه جین پاول |
| ۱۹۵۴ | His Majesty O'Keefe                            | Captain David Dion O'Keefe, narrator                           | به همراه جون رایس |
| ۱۹۵۴ | آپاچی                                          | Massai                                                         | به همراه جین پیترز |
| ۱۹۵۴ | ورا کروز                                       | جو ارین                                                        | به همراه گری کوپر |
| ۱۹۵۵ | The Kentuckian                                 | Elias Wakefield (Big Eli)                                      | کارگردان نامزد—Golden Lion for Best Director |
| ۱۹۵۵ | خالکوبی رز                                     | Alvaro Mangiacavallo                                           | به همراه آنا مانیانی |
| ۱۹۵۶ | بندباز                                         | Mike Ribble                                                    | خرس نقره‌ای برای بهترین بازیگر مرد در Berlin |
| ۱۹۵۶ | باران‌ساز                                       | Bill Starbuck, a.k.a. Bill Smith, Bill Harley, Tornado Johnson | نامزد—جایزه گلدن گلوب بهترین بازیگر مرد فیلم درام |
| ۱۹۵۷ | جدال در اوکی کرال                              | مارشال وایات بری استاپ ارپ                                     | به همراه کرک داگلاس Laurel Award for Top Male Action Star |
| ۱۹۵۷ | بوی خوش موفقیت                                 | J.J. Hunsecker                                                 | Written by ارنست لمان |
| ۱۹۵۸ | بی صدا فرار کن، بی صدا دور شو                  | Lt. Commander Jim Bledsoe                                      | به همراه کلارک گیبل |
| ۱۹۵۸ | میزهای تک‌نفره                                  | جان مالکوم                                                     | به همراه ریتا هیورث |
| ۱۹۵۹ | شاگرد شیطان                                    | The Rev. آنتونی آندرسن                                         | به همراه کرک داگلاس و لارنس الیویه |
| ۱۹۶۰ | نابخشوده                                       | بن زکری                                                        | به همراه آدری هپبورن |
| ۱۹۶۰ | المر گنتری                                     | المر گنتری                                                     | (۳۳ام) جایزه اسکار بهترین بازیگر نقش اول مرد (۱۸ام) جایزه گلدن گلوب بهترین بازیگر مرد فیلم درام Laurel Award for Top Male Dramatic Performance جایزه حلقه منتقدان فیلم نیویورک برای بهترین بازیگر نقش اول مرد نامزد— (۱۴ام) جایزه بفتای بهترین بازیگر نقش اول مرد |
| ۱۹۶۱ | وحشی‌های جوان                                   | آدا هنک بل                                                     | به همراه دینا مریل |
| ۱۹۶۱ | محاکمه در نورنبرگ                              | دکتر ارنست جانینگ                                              | به همراه اسپنسر تریسی |
| ۱۹۶۲ | پرنده باز آلکاتراز                             | رابرت استراد                                                   | (۱۶ام) جایزه بفتای بهترین بازیگر نقش اول مرد Volpi Cup for Best Actor (۳۵ام) نامزد—جایزه اسکار بهترین بازیگر نقش اول مرد (۲۰ام) نامزد—جایزه گلدن گلوب بهترین بازیگر مرد فیلم درام نامزد—Laurel Award for Top Male Dramatic Performance |
| ۱۹۶۳ | A Child Is Waiting                             | دکتر بن کلارک                                                  | به همراه جودی گارلند |
| ۱۹۶۳ | پلنگ                                           | شاهزاده دون فابریزیو سالینا                                    | به همراه کلودیا کاردیناله |
| ۱۹۶۳ | The List of Adrian Messenger                   | Cameo                                                          | به همراه جرج سی. اسکات |
| ۱۹۶۴ | هفت روز در ماه می                              | Gen. James Mattoon Scott                                       | به همراه کرک داگلاس نامزد—Laurel Award for Top Male Dramatic Performance |
| ۱۹۶۴ | ترن                                            | Paul Labiche                                                   | به همراه ژن مورو نامزد—Laurel Award for Top Male Action Performance |
| ۱۹۶۵ | The Hallelujah Trail                           | Col. Thaddeus Gearhart                                         | به همراه لی رمیک |
| ۱۹۶۵ | Mister Moses                                   | Joe Moses                                                      | به همراه کارول بیکر |
| ۱۹۶۶ | حرفه‌ای‌ها                                       | Bill Dolworth                                                  | به همراه لی ماروین |
| ۱۹۶۷ | All About People                               | راوی                                                           | |
| ۱۹۶۸ | شکارچیان پوست سر                               | جو باس                                                         | به همراه شلی وینترز نامزد—Laurel Award for Top Male Action Performance |
| ۱۹۶۸ | شناگر                                          | ند مریل                                                        | به همراه جنیس رول |
| ۱۹۶۹ | پروانه‌های کولی                                 | ماج. آبراهام فالکونر                                           | به همراه پیتر فالک |
| ۱۹۶۹ | The Gypsy Moths                                | مایک رتیگ                                                      | به همراه دبورا کار |
| ۱۹۷۰ | کینگ: مستند... از مونتگمری تا ممفیس            | در نقش خودش                                                    | |
| ۱۹۷۰ | فرودگاه                                        | مل بیکرفلد                                                     | به همراه دین مارتین |
| ۱۹۷۱ | Lawman                                         | Bannock Town Marshal Jered Maddox                              | به همراه رابرت رایان |
| ۱۹۷۱ | Valdez Is Coming                               | مارشال باب والدز                                               | به همراه سوزان کلارک |
| ۱۹۷۲ | Ulzana's Raid                                  | U.S. Cavalry Scout McIntosh                                    | به همراه بروس دیویسن |
| ۱۹۷۳ | عقرب                                           | Cross                                                          | به همراه آلن دلون |
| ۱۹۷۳ | Executive Action                               | جیمز فرینگتن                                                   | به همراه رابرت رایان |
| ۱۹۷۴ | موسی قانون‌گذار                                 | موسی                                                           | |
| ۱۹۷۴ | The Midnight Man                               | Jim Slade                                                      | Co-Director |
| ۱۹۷۴ | تابلوی خانواده در صحنه‌ای از زندگی روزانه       | استاد                                                          | جایزه دیوید دی دوناتلو بهترین بازیگر مرد Fotogramas de Plata Award for Best Foreign Movie Performer |
| ۱۹۷۶ | بوفالو بیل و سرخپوستان، یا درس تاریخ گاو نشسته | Ned Buntline                                                   | به همراه پل نیومن |
| ۱۹۷۶ | ۱۹۰۰                                           | پدربزرگ آلفردو                                                 | به همراه رابرت دنیرو |
| ۱۹۷۶ | گذرگاه کاساندرا                                | کلنل استیون مکنزی                                              | به همراه سوفیا لورن |
| ۱۹۷۷ | Twilight's Last Gleaming                       | ژنرال لارنس دل                                                 | به همراه ریچارد ویدمارک |
| ۱۹۷۷ | جزیره دکتر مورو                                | Dr. Paul Moreau                                                | |
| ۱۹۷۸ | Go Tell the Spartans                           | Maj. Asa Barker                                                | به همراه کریگ واسون |
| ۱۹۷۸ | The Unknown War                                | Burt Lancaster (Narrator)                                      | |
| ۱۹۷۹ | Zulu Dawn                                      | Col. Anthony Durnford                                          | به همراه پیتر اوتول |
| ۱۹۸۰ | گاو آنی و بریتانی کوچک                         |                                                                | |
| ۱۹۸۰ | شهر آتلانتیک                                   | Lou Pascal                                                     | جایزه بفتای بهترین بازیگر نقش اول مرد Boston Society of Film Critics Award for Best Actor جایزه دیوید دی دوناتلو بهترین بازیگر مرد Fotogramas de Plata Award for Best Foreign Movie Performer Kansas City Film Critics Circle Award for Best Actor Los Angeles Film Critics Association Award for Best Actor National Society of Film Critics Award for Best Actor جایزه حلقه منتقدان فیلم نیویورک برای بهترین بازیگر نقش اول مرد نامزد—جایزه اسکار بهترین بازیگر نقش اول مرد نامزد—Genie Award for Best Performance by an Actor in a Leading Role نامزد—جایزه گلدن گلوب بهترین بازیگر مرد فیلم درام |
| ۱۹۸۱ | Cattle Annie and Little Britches               | Bill Doolin, the Oklahoma outlaw                               | به همراه آماندا پلامر and دایان لین |
| ۱۹۸۱ | پوست                                           | ژنرال Mark Clark                                               | به همراه مارچلو ماسترویانی |
| ۱۹۸۳ | قهرمان محلی                                    | Felix Happer                                                   | نامزد—جایزه بفتای بهترین بازیگر نقش مکمل مرد |
| ۱۹۸۳ | The Osterman Weekend                           | CIA Director Maxwell Danforth                                  | به همراه روتخر هاور |
| ۱۹۸۵ | Little Treasure                                | Delbert Teschemacher                                           | به همراه مارگوت کیدر |
| ۱۹۸۶ | Tough Guys                                     | Harry Doyle                                                    | به همراه کرک داگلاس |
| ۱۹۸۷ | کنترل (فیلم ۱۹۸۷)                              | Dr. Herbert Monroe                                             | به همراه بن گازارا |
| ۱۹۸۸ | موشک جبل طارق                                  | Levi Rockwell                                                  | به همراه پاتریشا کلارکسون |
| ۱۹۸۸ | جواهرفروشی                                     | جواهر فروش                                                     | به کارگردانی مایکل اَندرسون |
| ۱۹۸۹ | سرزمین رؤیاها                                  | Dr. Archibald 'Moonlight' Graham                               | به همراه کوین کاستنر |

### تلویزیونی
- شبح اپرا (۱۹۹۰)
- نامزد (۱۹۸۹)
- بر بال عقاب‌ها (۱۹۸۶)

## تهیه‌کننده
- مارتی (۱۹۵۵)